# Murarátka
Murarátka község Zala vármegyében, a Letenyei járásban.

## Fekvése
Letenye nyugati szomszédságában fekszik a Mura folyó partján, Magyarország és Horvátország határa mentén, nem messze a két ország és Szlovénia hármashatárától. Területén áthalad az M70-es autóút is, lakott területén a 7538-as út halad végig. A községet ma is sűrű erdők veszik körül a jellegzetes dombos zalai lankákon.

## Története
A település nevét először 1353-ban említik források Ratk, Rathk alakokban. 1403-ban az elnevezés a falu két részére utal: Alsowrathk és Felsewrathk. A név Fényes Elek munkáiban Rátk és Ráth formában fordul elő, a hivatalos helységnévtárakban 1863-tól Rátka, mai nevét pedig 1903-ban kapta a községnevek törzskönyvezése során. A közeli Mura folyóra utaló előtag a Zemplén vármegyei Rátkától való megkülönböztetést szolgálta.
A falu a 14. század közepén több nemes (így Miklós bán, Rathky Gergely fia Gál) és a veszprémi püspökség tulajdona. 1403-ban a területet Zsigmond Szécsi Miklósnak adományozta. A 15. század végén ismét a Rathkyaké a vidék, majd a 16. század folyamán más birtokosai is voltak a településnek (Zichy, Nagy, Lengyeli és Szentlászlói család).
A török támadásaitól sokat szenvedett a falu, az 1570-es évektől puszta, és hosszú időre az is maradt. A török hódoltság alatt nem települt újra. 1691-ben hallunk újra a községről, ekkor Rathky Gáspár és Dániel elzálogosították báró gyöngyösi Nagy Ferenc vicekapitánynak. 1717-ben a helység a kanizsai javak részeként Szapáry Miklósé lett. Ebben az időben a település erdőjét említik, mely termő esztendőkben 30 sertés makkoltatását tudta biztosítani. 1733-ban ismét pusztának mondják a falut. A területet 1770-ben telepítették be. Összesen 37 fő élt itt, ők csupán némi jószágot tartottak és csekély kukoricát termeltek.
Az 1777-es információk szerint a lakosság az irtásokon termelt kukoricából kilencedet adott. Más terményük nem volt, de a szomszéd határbeli szőlőkön napszámhoz jutottak az emberek. Egy év múlva Rátka Szemenye filiája.
1802-ban a birtokos a településen Inkey Imre. A parasztok elsősorban még mindig állattenyésztéssel - birka- és szarvasmarhatartással - foglalkoztak. 1830-ban már 142 ember élt a faluban, nagy része magyar anyanyelvű. A következő években új jövedelemforrás jelent meg, mivel szőlőket telepítettek a hegyen. Országút melletti település lévén a fuvarozásból is lehetett némi bevételre szert tenni. A polgári korban is az Inkeyek tulajdonában maradt a település. Később Rüdt-Collenberg Veiprecht Hugó gróf kezére került, aki 1945-ig birtokosa is maradt a falunak.
Az első világháború előtt a csaknem nincstelen férfilakosság nagy része Ausztriába járt dolgozni, mások hat hónapos summás munkára szegődtek el. A trianoni békeszerződés folytán a damasi határból 50 holdat a községhez csatoltak, így határmenti faluvá vált.
A második világháború után 1945-ben megalakult a földosztó bizottság. A kevés felosztható föld feszültséget okozott, emiatt a község területén lévő erdők egy része is kiosztásra került.
1947 óta van autóbusz-összeköttetése a falunak.
1948-ban a község hatosztályos iskoláját államosították. Ma sem iskola, sem óvoda nincs a faluban.
1949-ben 164 házban 769 ember élt, s külterületi lakott helyként ehhez kapcsolódott a murarátkai szőlőhegy 90 háza 379 fővel. Azóta a népesség fokozatosan csökkent.  Jelenleg a község lakossága 286 fő.
1953-ban kapott villanyt, 10 esztendővel később törpe vízművet a falu.
1959-ben Művelődési Házat adtak át. 1960-tól könyvtár is működik a településen. Orvosi rendelő 1960-tól áll a betegek rendelkezésére, napjainkban hetente egyszer rendel itt a háziorvos.
1960-ban a kiépített belterületi utak és utcák aránya 50% volt, mára szinte valamennyi út (98%) burkolt, portalanított. Vezetékes vízzel ellátott a község szinte minden háza. A szervezett hulladékgyűjtés és -ártalmatlanítás megoldott.

## Közélete

### Polgármesterei
- 1990–1994: Szunyogh Jenő (független)[6]
- 1994–1998: Szunyogh Jenő (független)[7]
- 1998–2002: Kaiser Tiborné (független)[8]
- 2002–2003: Kaiser Tiborné (független)[9]
- 2004–2006: Pál Józsefné (független)[10]
- 2006–2010: Pál Józsefné (független)[11]
- 2010–2014: Pál Józsefné (független)[12]
- 2014–2019: Pál Józsefné (független)[13]
- 2019–2024: Gyergyák Zoltán (független)[14]
- 2024– : Gyergyák Zoltán (független)[1]

A településen 2004. február 8-án időközi polgármester-választást tartottak, az előző polgármester lemondása miatt.

## Népesség
A település népességének változása:
| Lakosok száma | 245  | 239  | 223  | 207  | 225  | 217  | 229  |
|               | 2013 | 2014 | 2015 | 2021 | 2022 | 2023 | 2024 |

A 2011-es népszámlálás idején a nemzetiségi megoszlás a következő volt: magyar 78,9%, cigány 17,6%, horvát 2,2%. A lakosok 77%-a római katolikusnak, 6,7% felekezeten kívülinek vallotta magát (14,7% nem nyilatkozott).
2022-ben a lakosság 89,8%-a vallotta magát magyarnak, 16,4% cigánynak, 1,3% horvátnak, 0,9% románnak, 0,-0,4% németnek, bolgárnak, ukránnak és szlovénnek, 0,4% egyéb, nem hazai nemzetiségűnek (10,2% nem nyilatkozott; a kettős identitások miatt a végösszeg nagyobb lehet 100%-nál). Vallásuk szerint 51,1% volt római katolikus, 3,1% református, 0,4% ortodox, 0,9% egyéb katolikus, 10,7% felekezeten kívüli (33,8% nem válaszolt).

## Nevezetességei
- Szent Orbán-kápolna